# جو دربی‌شر
جو دربی‌شر (انگلیسی: Joe Derbyshire؛ 11 July 1883 – ۱۹۴۹ (۶۵−۶۶ سال)) بازیکن فوتبال بود.